# Aurora Miranda
 (décembre 2023).
Si vous disposez d'ouvrages ou d'articles de référence ou si vous connaissez des sites web de qualité traitant du thème abordé ici, merci de compléter l'article en donnant les références utiles à sa vérifiabilité et en les liant à la section « Notes et références ».
Aurora Miranda da Cunha, né le 20 avril 1915 à Rio de Janeiro (Brésil) et morte le 22 décembre 2005 dans la même ville, était une chanteuse et actrice brésilienne. Sa sœur est Carmen Miranda. Elle commence sa carrière en 1933 à l'âge de 18 ans et apparaît dans plusieurs films dont Les Trois Caballeros (1944), dans lequel elle danse avec Donald Duck et José Carioca, interprétant la chanson Os Quindines de Iaia.

## Filmographie
- 1935 : Alô, Alô, Brasil!
- 1935 : Estudantes
- 1936 : Hello, Hello, Carnival!
- 1939 : Banana da Terra

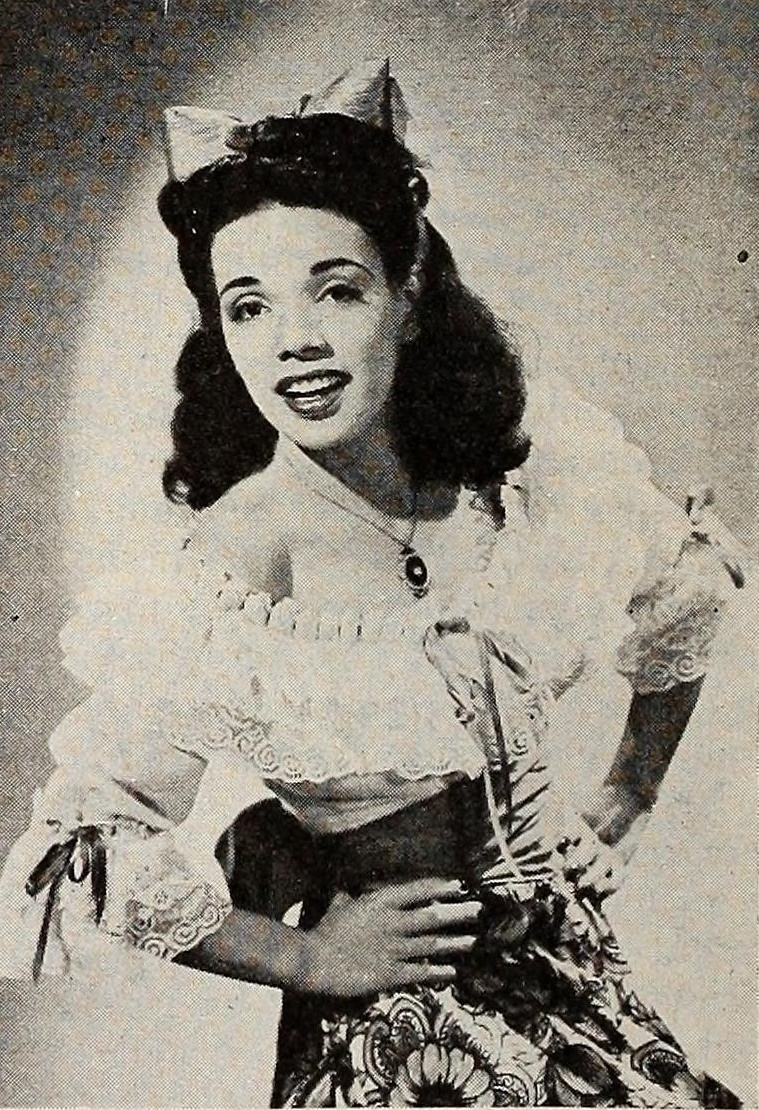
Aurora Miranda en 1944.

- 1944 : Les Mains qui tuent (Phantom Lady)
- 1944 : The Conspirators : chanteuse de fado
- 1944 : Brazil : danseuse
- 1944 : The Three Caballeros : Yaya
- 1945 : Tell It to a Star
- 1954 : Disneyland : Voix, A Present for Donald (archive)
- 1978 : Mulheres de Cinema  (archive) (Documentary short)
- 1981 : Once Upon a Mouse
- 1989 : Dias Melhores Virão
- 1995 : Carmen Miranda: Bananas is my Business  Documentaire
- 2009 : Cantoras do Rádio - O Filme  (images d'archive)